# Unter Brüdern (US-amerikanische Fernsehserie)
Unter Brüdern (Originaltitel: Brothers) ist eine US-amerikanische Fernsehserie, die von 1984 bis 1989 vom Pay-TV-Sender Showtime produziert und ausgestrahlt wurde. In fünf Staffeln entstanden 115 Folgen mit je 22 bis 24 Minuten Länge.

## Handlung
Im Mittelpunkt der Sitcom stehen die Brüder Joe (Robert Walden), Lou (Brandon Maggart) und Cliff Waters (Paul Regina). Joe betreibt eine Bar namens The Point After, den Hauptschauplatz der Serie, wo die Kellnerin Kelly (Robin Riker) nicht selten damit beschäftigt ist, zwischen den dreien zu vermitteln. In der ersten Folge erklärt Cliff seinen Brüdern, dass er schwul ist, und stellt ihnen seinen extravaganten Bekannten Donald (Philip Charles MacKenzie) vor. Während Joe ihm Verständnis entgegenbringt, ist der älteste Brüder Lou darum bemüht, Cliff von der Homosexualität zu „heilen“.
Weitere regelmäßig auftauchende Figuren sind Penny (Hallie Todd), Joes Tochter aus erster Ehe, seine Freundin Sam (Mary Ann Pascal) und Lous Tochter Louella (Yeardley Smith).

## Besetzung
Die Synchronisation der Serie wurde bei der Plaza Synchron nach einem Dialogbuch von Hans-Peter-Kaufmann, Ruth Fischer, Monika Gabriel und Holger Twellmann unter der Dialogregie von Günther Sauer, Heinz Petruo, Horst Sachtleben und Mogens von Gadow erstellt.
| Rolle         | Darsteller               | Synchronsprecher                                      |
| ------------- | ------------------------ | ----------------------------------------------------- |
| Joe Waters    | Robert Walden            | Gudo Hoegel                                           |
| Cliff Waters  | Paul Regina              | Martin May                                            |
| Lou Waters    | Brandon Maggart          | Peter Musäus                                          |
| Donald Maltby | Philip Charles MacKenzie | Peter Fricke                                          |
| Penny Waters  | Hallie Todd              | Claudia Kleiber                                       |
| Kelly Hall    | Robin Riker              | Ruth Fischer (1. Stimme) Gundula Liebisch (2. Stimme) |
| Sam           | Mary Ann Pascal          | Martina Duncker                                       |
| Louella       | Yeardley Smith           |                                                       |

## Ausstrahlung
In Deutschland wurden nur 101 der 115 Folgen ausgestrahlt, die letzten 14 Folgen wurden bisher nicht gezeigt. Die Erstausstrahlung erfolgte von Februar 1992 bis Oktober 1993 auf dem Kabelkanal. In den Jahren 1998 und 1999 wurde die Serie bei Kabel 1 wiederholt. Im deutschen Pay-TV war Unter Brüdern von 1996 bis 2008 mehrmals zu sehen.